# Боте, Вальтер
Вальтер Вильгельм Георг Боте (нем. Walther Wilhelm Georg Bothe; 8 января 1891[…], Ораниенбург, Пруссия, Германская империя — 8 февраля 1957[…], Гейдельберг, Баден-Вюртемберг) — немецкий физик, лауреат Нобелевской премии по физике за 1954 год. Внёс значительный вклад в ядерную физику.

## Биография

### Детство и юность 1891—1920
Боте родился в семье часовщика Фридриха Боте и швеи Шарлоты Боте, урождённой Хартунг. Детство провёл в Ораниенбурге. Отличался острым умом и строгим логическим мышлением, обладал способностями к музыке и живописи.
В 1908 году окончил курсы подготовки к университету в высшей реальной школе в Берлине. После этого он изучал с 1908 по 1913 году физику, математику, химию и музыку в Берлинском университете. Средства на учёбу зарабатывал в основном сам путём репетиторства, случайных заработков и стипендий.
В 1913 году сдаёт госэкзамен на преподавательскую деятельность и после этого работает некоторое время в берлинской высшей сельскохозяйственной школе. Вскоре после этого он становится вспомогательным научным сотрудником в имперском физико-техническом учреждении. Там он работает в лаборатории радиоактивности основанной недавно Хансом Гейгером. В 1924 году он защищает под руководством Макса Планка диссертацию на соискание степени доктора философии (эквивалентно кандидату наук). Тема диссертации — «О молекулярной теории преломления, отражения, рассеяния и поглощения». Во время первой мировой войны Боте попадает в русский плен, из которого возвращается только в 1920 году. Во время плена участвовал в постройке спичечной и содовой фабрик. Кроме того занимался математикой и изучением русского языка.
8 июля 1920 года женится в Москве на Варваре Беловой. Они познакомились ещё до войны в Берлине и постоянно обменивались с тех пор письмами. Позже у них родятся две дочери.

### Годы работы после первой мировой войны 1920—1932
После возвращения из плена Боте продолжил работать под руководством Гейгера и в 1925 году стал руководителем лаборатории радиоактивности в имперском физико-техническом учреждении. На этой должности он оставался до 1930 года. Работая под руководством Гейгера он получил очень обширные экспериментальные навыки и теоретические знания в области ядерной физики. Вместе с Гейгером они приступили в 1924 году к исследованию эффекта Комптона и разработали метод совпадений.
В развитии квантовой механики определённым этапом являлась опубликованная в 1924 году работа Нильса Бора, Хендрика Антони Крамерса и Джона Кларка Слэтера «Квантовая теория излучения». В этой работе делалось предположение о том, что на атомных масштабах законы сохранения энергии и импульса выполняются только статистически. Однако эксперименты Гейгера и Боте, а также Артура Холи Комптона и Альфреда Симона, показали, что законы сохранения выполняются также и в отдельных атомных процессах. Таким образом была опровергнута теория излучения Бора, Крамерса и Слатера и предлагаемое в них только статистическое выполнение законов сохранения.
В 1925 году Боте защитил диссертацию на соискание степени доктора наук, опять под руководством Планка, в Берлинском университете. Тема диссертации была «Об элементарном процессе фотоэлектрического испускания электрона». Из берлинского периода известна следующая история — когда Отто Фриш, племянник Лизы Майтнер, проходил по коридору мимо лаборатории Боте, он насвистывал свою версию бранденбургского концерта Баха, чем заставлял Боте сбиваться со счёта альфа-частиц и тратить много времени на повторные эксперименты.
Арнольд Зоммерфельд так характеризовал Боте в одном своём письме:
Боте, из физико-технического учреждения в Шарлоттенбурге. Чрезвычайно оригинальная голова и превосходный экспериментатор. Провёл совместно с Гейгером знаменитые прецизионные эксперименты, и после ухода Гейгера с большим успехом продолжал самостоятельные исследования. Касательно его способности к преподаванию, которое он ещё не имел возможности опробовать, информации не имею.
В 1929 году Боте стал приват-доцентом и в 1930 году — профессором и директором института физики в Гиссенском университете. Он был первым, кто включил в свой курс лекций квантовую механику. В том же году он открыл возбуждённое состояние атомного ядра.

### Работа во время нацизма 1932—1945

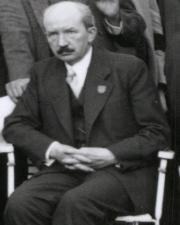
Штутгарт. 1935

В мае 1930 года в Гейдельберге был открыт Институт медицинских исследований Общества кайзера Вильгельма. Директор института стремился привлечь учёных из других научных дисциплин для своих исследований системы кровообращения. Для этого в институте были образованы четыре равноправных направления: патология, физиология, физика и химия. По историческим причинам основная область исследований института в конце 30-х годов сместилась в направлениях химии и физики, которые были представлены Рихардом Куном и Вальтером Боте соответственно.
В 1932 году Боте перешёл в Гейдельбергский университет и сменил там Филипа Ленарда. Вследствие случившейся в 1933 году передачи власти нацистам он отказался от руководства институтом. В 1934 году он стал во главе института физики в институте медицинских исследований общества им. Кайзера Вильгельма (сегодня Институт ядерной физики Общества Макса Планка) и оставался в этой позиции до 1957 года (с 1934 по 1945 год в качестве сотрудничающего профессора).
Боте был не очень заинтересован в медицинских исследованиях. По этой причине он привлёк в 1943 году к биологическим опытам (прежде всего над животными) доктора Герхарда Шуберта, который до того наблюдал персонал, работающий на парижском циклотроне.
В общении Боте придерживался барского тона, причём при общении в аспирантами и студентами граничил с фельдфебельским. Даже с коллегами он обращался иногда несдержанно. Истоки этого лежали вероятно в военной атмосфере, которая была характерна для имперского физико-технического учреждения. Кроме того его поведение соответствовало планковской школе. Лиза Майтнер писала по этому поводу: «он никогда не делал или избегал делать чего-либо только потому что это могло принести ему пользу или вред. Если он воспринимал что-либо в качестве правильного, то он делал это без оглядки на собственную персону».
После 1942 года Боте возвращается к своим фундаментальным исследованиям. Он работает среди прочего над контролируемым делением ядра и цепными реакциями. В это время строится первый немецкий циклотрон, который Боте сконструировал совместно со своим ассистентом Вольфгангом Гентнером.
Боте провёл эксперимент по выявлению свойств графита, ответственных за замедление нейтронов. К тому времени было известно, что замедление нейтронов необходимо для возбуждения цепной реакции в изотопе урана 235U и немцы искали подходящий для этого материал. В качестве вариантов рассматривались дешёвый графит и крайне дорогой для производства оксид дейтерия (тяжёлая вода). Утверждается, что Боте сделал ошибку в эксперименте, которая повлекла громадные последствия для немецкой программы разработки атомного оружия. В частности Боте признал графит непригодным материалом для организации процесса замедления нейтронов. Это к тому времени уже было опровергнуто итальянским физиком Энрико Ферми, работающим над ядерным оружием в США. Боте ничего не знал о исследованиях Ферми, так как они были засекречены. Боте не сделал никакой ошибки, просто исследуемый им графит не был достаточно чистым, а руководители проекта не занялись вопросом исследования возможности получения более чистого графита. Также есть мнение, что имел место дефицит чистого графита, который требовался в первоочередном порядке для изготовления газовых рулей баллистической ракеты Фау-2. Существуют спекуляции, что Боте специально провёл неудачный эксперимент чтобы повести немецкую атомную программу в неправильном направлении. В любом случае, у немцев не осталось выбора, кроме как использовать тяжёлую воду, единственный завод в мире по производству которой в Норвегии подвергался нападениям со стороны США и Британии начиная с 1942 года.

### Работа после войны 1945—1957
В 1946 году Боте вернулся на место директора института физики в институте медицинских исследований общества им. Макса Планка в Гейдельберге. Он рассчитывал, что сможет работать там только с немногими высококвалифицированными студентами и ассистентами. На это время приходятся три важных научных проекта: восстановление циклотрона, развитие ядерной спектроскопии и исследование космических лучей. В 1950-х и 1960-х годах работы Боте и сотрудников получали всё большее международное влияние. Боте был одним из подписавших 11 июля 1953 году призыв к правителям государств мира отказаться от насилия как средства политической борьбы.
По мере старения Боте всё более сильно заболевал. Прогрессирующее сужение сосудов вынудило ампутировать одну ногу. После этой операции он так никогда больше не оправился.

## Научные труды

### Метод совпадений и космическое излучение
Именно Вальтер Боте совместно со своим сотрудником Вернером Кольхёрстером доказали при помощи метода совпадений существование проникающего космического излучения, которое было открыто в 1912 году в экспериментах Виктора Гесса на воздушном шаре.
В 1929 году Боте и Кольхёрстер разработали специальный метод, при котором показания двух раздельных счётчиков Гейгера регистрировались только тогда, когда они происходили в определённой временной последовательности. Такой подсчёт совпадений позволил проследить путь частицы через счётчики.

### Открытие нейтрона
Боте и его студент Герберт Беккер были первыми, кто наблюдал нейтроны. В 1930 году они описали необычный тип «гамма-лучей», который возникал при облучении бериллия, бора и лития альфа-частицами, возникающими при распаде полония. Этот эксперимент они проводили с целью проверки теории Эрнеста Резерфорда и чтобы выяснить, излучаются ли при этом высокоэнергетические частицы. Через два года Дж.Чедвик объяснил результаты этих опытов и показал, что в этих условиях испускаются массивные нейтральные частицы — нейтроны. 
Боте занимался фундаментальными свойствами структуры атома. Так как он практически не интересовался медицинскими исследованиями, то предложение о работе в Гейдельберге следует рассматривать, как попытку удержать от эмиграции ведущего немецкого физика-экспериментатора. В 1930-х годах он вместе с сотрудниками был одним из первых учёных, которые наблюдали «ядерный фотоэффект» (взаимодействие атомного ядра с фотонами), провели ядерно-спектроскопические исследования и создали искусственные изотопы.

### Сотрудничество с Вольфгангом Гентнером
В конце 1935 года, после окончания обучения в Париже, Вольфганг Гентнер приехал для продолжения обучения к Вальтеру Боте в Гейдельберг. Боте занимался в тот момент исследованиями о прохождении жёсткого гамма-излучения сквозь материю и пришёл к тем же результатам что и Гентнер. Гентнер продолжил свои парижские исследования совместно с Боте. При попытке исследовать зависимость ядерного фотоэффекта у бериллия от энергии стало ясно, что энергия гамма-излучения была слишком мала по сравнению с энергией связи нейтрона в ядре и что для продолжения исследований необходимы гамма-лучи с гораздо большей энергией и гораздо большей интенсивности. Боте и Гентнер решили построить генератор Ван-Дер-Графа. Гентнер построил такой прибор, в котором присутствовали главные черты современных ускорителей, за невероятно короткое время. Уже в ноябре 1936 года была измерена функция возбуждения до энергий 500 кэВ
{\displaystyle {}^{11}\mathrm {B} +{}_{+1}^{1}\mathrm {p} \to {}_{6}^{12}\mathrm {C} +\gamma ,}
и летом 1937 года были готовы данные о ядерном фотоэффекте при облучении 17 МэВ гамма-излучением 7Li (p, γ) многих средне-тяжёлых и тяжёлых ядер.
Также при помощи Вольфганга Гентнера удалось получить искусственную радиоактивность.

### Циклотрон
После прекращения военных действий между Германией и Францией летом 1940 года, Боте и Гентер получили задание проинспектировать парижский циклотрон, который строил Жолио. В 1940 году Боте и Гентер были в парижском институте и установили, что из-за недостатков высокочастотной установки циклотрон был всё ещё в нерабочем состоянии. Боте получил задание построить в Гейдельберге циклотрон и уже в 1941 году ему удалось обеспечить почти всё для этого необходимое. В марте 1943 года наконец-то был доставлен магнит и осенью того же года циклотрон был принят в эксплуатацию. В лицо Альберту Шпееру Боте заявил, что циклотрон будет использоваться только в медицинских и биологических целях.

### Работа в урановом проекте
Вальтер Боте был одним из ведущих физиков-экспериментаторов Германии 20-х — 50-х годов. Причины, по которым Боте присоединился к урановому проекту, были разнообразны. Он был противником нацистского режима, особенно после ухода из университета в 1933 году Несмотря на это он подал заявку на участие в военном проекте из патриотических побуждений. Ни объяснений, ни извинений он после войны не делал. Из патриотических, частично националистических убеждений он приступил в 1940 году к измерению сечения рассеяния нейтронов на углероде для военного оружейного ведомства (Heereswaffenamt).

### Миссия ALSOS
В рамках миссии ALSOS в середине 1945 году в Гейдельберг прибыли американские уполномоченные — там находился единственный немецкий циклотрон. Занятие института медицинских исследований произошло без осложнений. Боте был допрошен и его работы были конфискованы. Однако Боте сообщил Гудсмиту, что согласно указаниям властей он сжёг все свои секретные отчёты. До объявления капитуляции Боте отказывался давать показания, но несмотря на это он, в отличие от других участников уранового проекта, не был интернирован в Англии. В конце концов Боте передал все оставшиеся документы ALSOS, хотя и ничего не сказал о секретных исследованиях в своём институте.

### После войны
Во время оккупации Боте, совместно с Флюгге, подготовил в рамках проекта «Field Information Allied Technical (FIAT) reports» книгу о ядерной физике и космических лучах.
В Германии второй половины 40-х годов главной заботой было найти еду и крышу над головой, поэтому Боте стоило больших усилий сохранить свою группу и проводить серьёзные исследования. Хотя ему было запрещено работать в области ядерной физики, Боте был назначен директором института физики Гейдельбергского университета. Он использовал этот пост чтобы сохранить свою группу и модернизировать и поддерживать институт.
С мая 1946 года до своей смерти Боте возглавлял физический институт общества им. Макса Планка (ранее известного как общество им. Кайзера Вильгельма) в Гейдельбергском университете.
В 1948 году профессор Вальтер Боте смог снова привести в действие гейдельбергский циклотрон. Он проводил, вместе со своими студентами, эксперименты по ядерной физике и готовил радиоактивные препараты для соседней клиники.
Интерес к гейдельбергским работам рос. Вольфганг Паули, который по окончании войны держался вдали от Германии, всё-таки приехал в Гейдельберг на 60-летие Боте. Вскоре также Бете, Гамов, Мария Майер, Нордхайм, Раби, Вайскопф, Вигнер и многие другие выдающиеся учёные посещали Гейдельберг.
29 февраля 1952 года сформировалась комиссия по атомной физике немецкого физического общества, которая возглавлялась Гейзенбергом и в которую входил и Боте.
В последующие годы Боте посвятил себя исследованиям в области ядерной физики и применению искусственной радиоактивности. Однако по причине болезни он был вынужден постепенно отходить от исследовательской работы.

## Награды
- В 1952 году Боте получил орден Pour le Mérite.
- В 1953 году Боте был награждён медалью им. Макса Планка.
- В 1954 году Боте получил Нобелевскую премию по физике

«за метод совпадений для обнаружения космических лучей и сделанные в связи с этим открытия». По причине плохого здоровья Боте был не в состоянии поехать в Стокгольм. По желанию Боте премию получила его дочь Елена Ридель.
В 1956 году Боте стал почётным доктором Гиссенского университета.
В 1993 году улица Эрнста Тельмана была переименована в улицу Вальтера Боте.
- Боте был членом Саксонской академии наук в Лейпциге